# 1280 Baillauda
Baillauda (asteróide 1280) é um asteróide da cintura principal com um diâmetro de 50,83 quilómetros, a 3,2036373 UA. Possui uma excentricidade de 0,0609198 e um período orbital de 2 301,46 dias (6,3 anos).
Baillauda tem uma velocidade orbital média de 16,12584238 km/s e uma inclinação de 6,45712º.
Esse asteróide foi descoberto em 18 de Agosto de 1933 por Eugène Delporte.